# Municipio de Viola (condado de Sac)
El municipio de Viola (en inglés: Viola Township) es un municipio ubicado en el condado de Sac en el estado estadounidense de Iowa. En el año 2010 tenía una población de 539 habitantes y una densidad poblacional de 5,87 personas por km².

## Geografía
El municipio de Viola se encuentra ubicado en las coordenadas 42°14′48″N 95°1′42″O / 42.24667, -95.02833. Según la Oficina del Censo de los Estados Unidos, el municipio tiene una superficie total de 91.83 km², de la cual 89,52 km² corresponden a tierra firme y (2,52 %) 2,31 km² es agua.

## Demografía
Según el censo de 2010, había 539 personas residiendo en el municipio de Viola. La densidad de población era de 5,87 hab./km². De los 539 habitantes, el municipio de Viola estaba compuesto por el 99,63 % blancos y el 0,37 % eran de una mezcla de razas. Del total de la población el 0 % eran hispanos o latinos de cualquier raza.